# Myleus ternetzi
Myleus ternetzi är en fiskart som först beskrevs av Norman 1929.  Myleus ternetzi ingår i släktet Myleus och familjen Characidae. Inga underarter finns listade i Catalogue of Life.